# Bethel (Maine)
Pour les articles homonymes, voir Bethel.
Bethel est une ville dans le comté d'Oxford au Maine, États-Unis. La population était de 2607 au recensement de 2010. Il comprend les villages de l'Ouest et de Bethel-Sud. La ville est la maison mère de Gould Academy, une école préuniversitaire privée, et la ville n'est pas loin des pistes de ski de Sunday River.

## Historique
Un village abénaquis était autrefois situé sur le côté nord de la rivière Androscoggin, mais il avait été abandonné avant que les Anglais arrivent. En 1769, le canton fut octroyé comme Sudbury-Canada par la cour générale du Massachusetts à Josiah Richardson de Sudbury, Massachusetts et d'autres héritiers pour les services rendus à la bataille de Québec en 1690. Il fut d'abord colonisé en 1774 lorsque Nathaniel Segar de Newton, Massachusetts a commencé à défricher la terre.

## Personnalités nées à Bethel
- Simon Dumont, skieur
- Edward Sylvester Morse, étudiant à Gould Academy et curateur au musée de Peabody
- Marshall Stedman, acteur/directeur, auteur et professeur d'art dramatique